# اس‌ام یوبی-۹۳
اس‌ام یوبی-۹۳ (به انگلیسی: SM UB-93) یک زیردریایی بود که طول آن ۵۵٫۵۲ متر (۱۸۲٫۲ فوت) بود. این زیردریایی در سال ۱۹۱۸ ساخته شد.